# Els últims tres dies
Els últims tres dies (en serbi: Породица; Porodica) és una sèrie de televisió dramàtica sèrbia de 2021, dirigida i guionitzada per Bojan Vuletić. La sèrie no està doblada al català però sí subtitulada. Vuletić va manifestar que: «la intenció no era canviar l'opinió d'algú ni glorificar o humiliar i disputar algú, sinó explicar una història de la qual es pugui aprendre alguna cosa perquè aquests errors no es repeteixin».

## Argument
L'enfonsament de Slobodan Milošević, expresident de Sèrbia i Iugoslàvia, és el focus d'aquesta sèrie de televisió de ficció. L'any 2001, les autoritats van convertir casa seva en un búnquer, on va passar els últims tres dies abans de la seva detenció, envoltat de la seva família negociant amb el govern serbi. Assetjat, s'hi reuneix en un moment en què la pressió internacional augmenta sobre ell, acusant-lo de genocidi i crims contra la humanitat. El govern es troba incòmode amb la presència de Milošević alhora que forçat per la comunitat internacional a desfer-se d'ell sense que ningú realment vulgui fer el pas. Mentrestant, a l'exterior del búnquer, s'hi apleguen efectius de l'exèrcit, de la policia, els seus seguidors i diversos mitjans de comunicació. La sèrie explora les tensions creixents a tots els espais en un context que pot passar de l'absurd a l'esclat de la violència per un moviment en fals.

## Repartiment
- Boris Isaković com a Slobodan Milošević[7]
- Mirjana Karanović com a Mirjana Marković[7]
- Milan Marić com a Čedomir Jovanović[8]
- Mima Karadžić com a general Nebojša Pavković[8]
- Vuk Kostić com a Milorad Ulemek Legija
- Jana Bjelica com a Ana
- Isidora Simijonović com a Novinarka Natasa
- Ljubomir Bandović com a Urednik Kostić
- Svetlana Bojković com a Desanka Mitrović
- Aleksandar Stojković com a Anin otac Komazec
- Uliks Fehmiu com a Zoran Djindjić[8]
- Milos Timotijević com a Bogoljub Bjelica
- Sasa Torlaković com a Dusan Mihajlović
- Radovan Vujović com a Vladimir 'Beba' Popović
- Dubravka Kovjanić com a Zamenik urednika Ljilja
- Sava Stojanović com a Majordom
- Tijana Marković com a Marija Milosević
- Balsa Golubović com a Decak Djordje
- Marko Bacović com a Toma Fila

## Premis i nominacions
| Any  | Premi                          | Categoria               | Nominació            | Resultat   | Ref.  |
| ---- | ------------------------------ | ----------------------- | -------------------- | ---------- | ----- |
| 2021 | Festival de Cinema de Sarajevo | Millor sèrie dramàtica  | Els últims tres dies | Guanyadora | [ 9 ] |
| 2021 | Festival de Cinema de Sarajevo | Millor creador de sèrie | Bojan Vuletić        | Guanyador  | [ 9 ] |
| 2021 | Festival de Cinema de Sarajevo | Millor actor de sèrie   | Boris Isaković       | Guanyador  | [ 9 ] |